# Drisheen
Drisheen es una especie de morcilla tradicionalmente preparada con sangre de oveja y nata o mantequilla. Al igual que las tripas, se trata de un plato tradicional típico del Condado de Cork, Irlanda.
A la mezcla de sangre y nata/mantequilla se añade avena o pan rallado y se condimenta con pimienta, nuez moscada y tanaceto. Se suele comer frito o a la plancha.
Existen tres variedades del plato: drisheen ovino, drisheen vacuno (en realidad un mezcla de sangre vacuna y ovina) y drisheen con tanaceto.